# Attentats à la bombe d'octobre 2013 en Birmanie
 (juin 2021).
 (février 2024).
Si vous disposez d'ouvrages ou d'articles de référence ou si vous connaissez des sites web de qualité traitant du thème abordé ici, merci de compléter l'article en donnant les références utiles à sa vérifiabilité et en les liant à la section « Notes et références ».
Les attentats à la bombe d'octobre 2013 en Birmanie sont une série d'attentats à la bombe inexpliqués qui ont fait trois morts et dix blessés du 11 au 17 octobre 2013 dans différentes régions de Birmanie. Il n'y a aucune preuve solide pour blâmer un groupe particulier, mais ces attaques étaient probablement liées.

## Attentats
Le 11 octobre, l'explosion d'une bombe dans une maison d'hôtes de la canton de Taungû (en), dans la région de Bago, a fait deux morts et une blessée. Puis, le 13 octobre, une bombe a explosé à un arrêt de bus du canton d'Insein (en), à Rangoun. L'explosion a endommagé un arrêt de bus et un panneau d'affichage, mais personne n'a été blessé. Une autre bombe artisanale attachée au dessous d'un camion a explosé dans le canton de Thaketa (en), à Rangoun, lorsque deux jeunes ont tenté de retirer une horloge attachée à l'appareil. Les deux jeunes n'ont été que légèrement blessés dans l'explosion.
Le 14 octobre, une petite mine a été retrouvée fixée sous une table dans un restaurant de Yangon et retirée en toute sécurité sans être déclenchée. Une autre bombe a également été trouvée dans un restaurant de Mandalay. La police a retiré la bombe et l'a fait exploser dans une explosion contrôlée à l'extérieur du restaurant.
Une petite bombe dans la nuit du 14 octobre a ravagé une chambre du neuvième étage du Traders Hotel (en), un hôtel haut de gamme du centre-ville de Rangoun, populaire parmi les touristes et les voyageurs d'affaires étrangers. Une américaine qui séjournait à l'hôtel avec sa famille a été blessée dans l'explosion, qui a eu lieu dans la salle de bain de sa chambre d'hôtel. De petits engins ont également explosé dans un hôtel et dans une pagode de la région de Sagaing avant l'aube du 15 octobre.
Le 17 octobre, deux autres explosions à Namkham, dans l'État shan, ont fait un mort et six blessés. Il s'agit du dernier attentat.

## Réactions et enquête
La police a arrêté huit suspects à la suite d'explosions de bombes. Un détenu aurait servi dans le passé à l'Union nationale karen, un groupe rebelle qui a signé un cessez-le-feu avec le gouvernement. La police a identifié un suspect d'attentat à la bombe détenu qui gère un projet minier dans l'État Karen. Un groupe d'hommes d'affaires Karen lui aurait offert un permis pour une mine d'or s'il réussissait à poser des bombes dans des hôtels et des restaurants.
L'Union nationale Karen a nié toute implication dans les complots à la bombe et a accepté d'aider le gouvernement à enquêter sur les attentats à la bombe et à rechercher d'autres suspects.
Les explosions de petites bombes se sont produites fréquemment sous le régime militaire précédent et étaient normalement imputées aux groupes ethniques armés, bien que beaucoup pensaient que les autorités étaient à l'origine des explosions. Ces incidents étaient devenus plus rares ces dernières années et la sécurité avait été renforcée en prévision des Jeux d'Asie du Sud-Est de 2013.